# Данн, Сэм
Сэм Данн (англ. Sam Dunn; род. 20 марта 1974) — канадский музыкант, режиссёр и антрополог, наиболее известный по серии документальных фильмов о метале. Вместе со Скотом МакФадьеном владеет продюсерской компанией Banger Films, находящейся в Торонто. Данн имеет степень бакалавра в области антропологии Викторианского университета и степень магистра Йоркского университета, где он защитил диссертацию о гватемальских беженцах.

## Фильмы

### Путешествие металлиста
Первый фильм Данна вышел в 2005 году, сорежиссерами выступили Скот МакФадьен и Джессика Уайз. Он рассказывает о путешествии Данна, которое он предпринял, чтобы задокументировать происхождение, культуру и привлекательность метала. Также картина исследует темы насилия, смерти, религии и сатанизма, пола и сексуальности в метале. В фильме есть интервью с Гедди Ли из Rush и Брюсом Дикинсоном из Iron Maiden, о которых Данн рассказывает подробнее в более поздних документальных фильмах.

### Глобальный метал
В 2008 году Сэм выпустил новый фильм под названием Глобальный Метал. Режиссёры Скот МакФадьен и Сэм Данн решили выяснить, как наиболее "пагубный" музыкальный жанр Запада — тяжелый метал — повлиял на мировые культуры за пределами Европы и Северной Америки. Фильм показывает, как фанат метала и антрополог Сэм Данн путешествует по Азии, Южной Америке и Ближнему Востоку, исследуя мировые развивающиеся экстремальные музыкальные сцены - от индонезийского дэта до израильского ориентал-метала, китайского блэк-метала, иранского трэш-метала и т.п. Фильм показывает мировое сообщество металлистов, которые не просто поглощают метал с Запада - они трансформируют его, создавая новые формы культурного самовыражения в обществах, где преобладают конфликты, коррупция и массовое потребление.

### Iron Maiden: рейс 666
Данн стал соавтором и сорежиссером Скота МакФадьена в работе над вышедшим в 2009 году документальным фильмом Iron Maiden: рейс 666. Фильм представляет собой хронику турне группы 2008 года, во время которого переоборудованный Boeing 757, доставляющий музыкантов из одной страны в другую, пилотировался вокалистом Iron Maiden Брюсом Дикинсоном.

### Rush: за кулисами
В 2009 году Сэм Данн и шотландец МакФадьен начали работать над созданием документального фильма о Rush. Премьера фильма состоялась в 2010 году на кинофестивале Трайбека в Нью-Йорке 29 апреля, завоевав приз зрительских симпатий фестиваля.

### Metal Evolution
Данн выпустил серию документальных фильмов о различных жанрах метала Metal Evolution для VH1 Classic. Премьера состоялась 11 ноября 2011 года; предполагают, что дата была выбрана с расчетом совпадения с Национальным днем метала.

### Time Machine 2011: концерт в Кливленде
Концертный DVD, Blu-Ray и двойной компакт-диск канадской хард-рок группы Rush, выпущенный 8 ноября 2011 года, был снят 15 апреля 2011 года на Квикен-Лонс-арене в Кливленде, штат Огайо во время тура группы Time Machine Tour.

### En Vivo!
Концертный/видео альбом британской хэви-метал группы Iron Maiden. Фильм снят во время тура The Final Frontier World Tour в Национальном стадионе, Сантьяго, Чили 10 апреля 2011 года и был выпущен 26-27 марта 2012 года в Соединенных Штатах и Канаде.

### Satan Lives
Фильм вышел 27 октября 2015, он исследует феномен сатаны и его влияние на массовую культуру.

## Музыкальная деятельность
Ранее Данн был бас-гитаристом в ска/фанк группе из Виктории Fungkus; группа распалась в 2008 году. Также играл на бас-гитаре в экстрим-метал группе из Торонто Burn to Black (группа распалась в ноябре 2008 года). Одной из первых групп Сэма Данна была Dementia, в которой он также был бас-гитаристом. Кроме того, он основал с Kelly Nordstrom прогрессив-трэш-метал группу Scrape Chamber. В настоящее время Данн периодически играет на басу в группе из Торонто Machado and His Men.

## Фильмография
| Год  | Фильм                                                                        |
| ---- | ---------------------------------------------------------------------------- |
| 2005 | Путешествие металлиста                                                       |
| 2008 | Глобальный Метал                                                             |
| 2009 | Iron Maiden: Рейс 666                                                        |
| 2009 | Джо Бонамасса: концерт в Альберт-холле                                       |
| 2010 | Rush: за кулисами                                                            |
| 2011 | Metal Evolution (Документальный ТВ сериал. Эпизоды 1-11)                     |
| 2011 | Time Machine 2011: Live in Cleveland (Концерт Rush)                          |
| 2011 | Motorhead The Wörld Is Ours: Vol 1 - Everywhere Further Than Everyplace Else |
| 2011 | That Metal Show (Сезон 9, эпизод 2. - гость)                                 |
| 2012 | En Vivo! (Концерт Iron Maiden)                                               |
| 2014 | Metal Evolution (Документальный ТВ сериал. Эпизод 12)                        |
| 2014 | Super Duper Alice Cooper                                                     |
| 2015 | Satan Lives                                                                  |

## Список литературы
1. ↑  Chief Headbanger (неопр.) // YorkU. — С. 23. Архивировано 7 января 2014 года.
2. ↑  Mann, Michael. Heavy Metal. The Nerve (октябрь 2005). Дата обращения: 27 октября 2007. Архивировано 12 января 2009 года.
3. ↑  comments policy  21  comments posted. 'Metal Evolution' Documentary Series To Premiere In November | Music News @. Ultimate-guitar.com. Дата обращения: 26 февраля 2014. Архивировано 7 января 2014 года.
4. ↑  "Страница фильма Satan Lives на сайте IMDb". Дата обращения: 10 июля 2016. Архивировано 1 апреля 2016 года.

## Внешние ссылки
- Данн, Сэм (англ.) на сайте Internet Movie Database
- Официальный сайт Banger Films
- О фильме "IRON MAIDEN: рейс 666" на сайте группы Архивная копия от 29 января 2014 на Wayback Machine
- Официальный сайт фильма "Путешествие металлиста"
- Официальный сайт фильма "Глобальный метал"
- Страница фильма "Rush: за кулисами" на сайте Internet Movie Database
- Burn to Black официальная страница на MySpace
- официальный сайт Metal Evolution
- Burn to Black профиль на Encyclopaedia Metallum
- Интервью с Сэмом Данном о фильмах "Глобальный метал" и "Путешествие металлиста"